# Etiquetar
Etiquetar es encasillar, describir a alguien o algo en una palabra o frase corta.
Existen argumentos a favor de la etiquetación como fórmula necesaria en la comunicación, sin embargo, el uso del término tiende a remarcar el hecho de que etiqueta es una descripción aplicada desde fuera, más que algo intrínseco a la persona etiquetada; esto puede darse por varias razones:
- Para provocar una discusión sobre cual es la mejor descripción
- Para rechazar una etiqueta determinada
- Para rechazar la idea de que la cosa etiquetada puede ser descrita mediante una frase corta.

Este último uso muestra como una descripción corta es reductiva y simplista. El uso de etiquetas está asociada al uso de estereotipos y puede tener los mismos inconvenientes.
La etiquetación de personas puede estar relacionada con un grupo de referencia como "blanco" o "negro" hace referencia a gente de piel blanca o negra y joven o mayor a adolescentes o personas de la tercera edad
La etiquetación de obras artísticas puede relacionarse con el género. Por ejemplo una pieza de música puede ser rock progresivo o indie.